# Energieeinsparung
Energieeinsparung bezeichnet das Ziel einen gegenwärtigen Energieverbrauch zukünftig zu verringern. Die Reduktion des Energieverbrauchs kann alle Energiearten umfassen oder sich auf bestimmte Energieträger oder Energiequellen beschränken. Es kann dabei sowohl um die Reduktion des Primärenergieverbrauchs einer Volkswirtschaft als auch um den Endenergieverbrauch eines einzelnen Betriebes oder Privathaushalts gehen.
In einem engeren Sinne bezeichnet Energieeinsparung alle Maßnahmen, die geeignet sind, einen verringerten Energieverbrauch zu erreichen. Ziel der Energieeinsparmaßnahmen ist häufig die Steigerung der Energieeffizienz, also die Erhöhung des Dienstleistungs-, Waren- oder Energieoutputs pro eingesetzter Endenergie. Es kann aber auch darauf abgezielt werden, die Menge der benötigten Endenergie zu verringern.
Der Begriff fand mit dem Energieeinsparungsgesetz (EnEG – vollständiger Titel: Gesetz zur Einsparung von Energie in Gebäuden) in Folge der ersten Ölkrise bereits 1976 Eingang in die deutsche Gesetzgebung. Die Energieeinsparverordnung aus dem Jahr 2001 basiert auf dessen Grundlage und bezieht sich ebenfalls auf den Energieverbrauch von Gebäuden in Deutschland.
Die Einsparung von Energie in der Schweiz wird immer wieder durch den Eier kochenden Bundesrat Ogi im Jahr 1988 versinnbildlicht.
Die 1992 eingeführte Energieverbrauchskennzeichnung von Geräten, sowie die Besteuerung von Energieverbrauch (Ökosteuer) dienen dem Zweck der Energieeinsparungen in Privathaushalten.
In der Industrie existiere auch noch im Jahr 2023 ein Sparpotenzial von bis zu 70 Prozent, so die Aussage der auf dem Gebiet tätigen Barbara Frei. Der ZHAW-Energieeffizienz-Dozent Jürg Rohrer bezifferte das Einsparpotenzial beim Schweizer Stromverbrauch Anfang 2023 auf rund einen Drittel des Gesamtverbrauchs; vor allem seien Einsparungen rascher zu realisieren als der Zubau von erneuerbarem Strom.

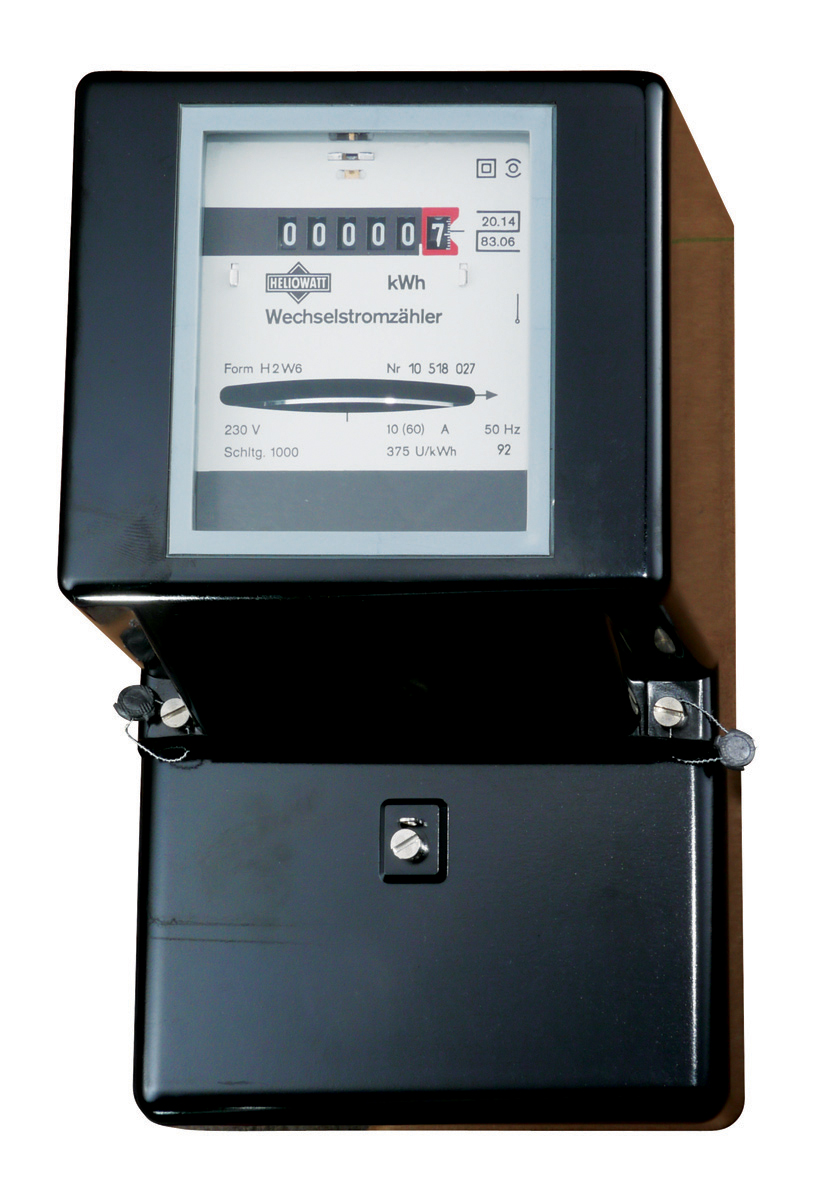
Klassischer Heliowatt Wechselstromzähler

## Ursachen und methodische Ansätze

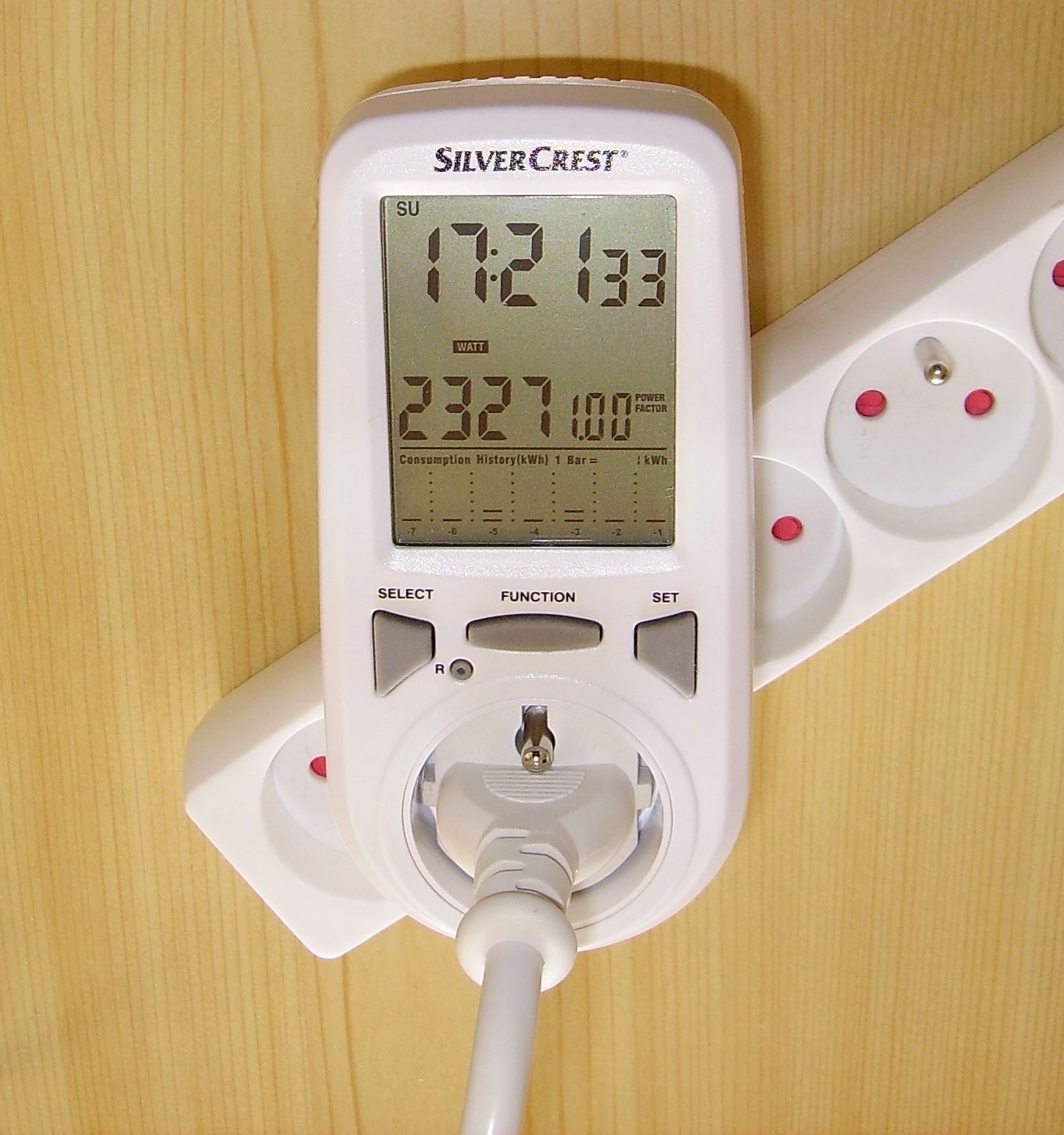
Energiekostenmessgerät zur Abschätzung des Strombedarfs.

Es gibt stets einen finanziellen Anreiz zum Energiesparen; insbesondere, wenn es Restriktionen gibt wie Energieträger, welche zeitweilig oder ständig nicht in der gewünschten Menge verfügbar sind und sich deshalb verteuern. Die Bereitstellung von Energie verursacht zudem gesellschaftlich unerwünschte Nebenwirkungen wie Gesundheits- und Umweltschäden beispielsweise durch Abgase, Lärm, Radioaktivität oder die globale Erwärmung.
Der Wunsch und die Möglichkeit, hohe (heutige und/oder zukünftig erwartete) Energiekosten zu senken, ist eine Motivation für Energiesparmaßnahmen. Eine Ökosteuer kann den Anreiz verstärken, gleichzeitig durch den vom Staat zurückgezahlten Finanzausgleich (Ökobonus, Green Check, CO2-Abgabe) die sparsamen und ökologisch handelnden Konsumenten finanziell belohnen.
- 1973 war die sogenannte „erste Ölkrise“ weltweit ein Anlass, Energieeinsparungen zu erwägen: Der Ölpreis stieg stark an. Es kam zeitweise zu Versorgungsengpässen.
- In den 1970er Jahren etablierte sich die Umweltpolitik[6] und das Umweltbewusstsein nahm deutlich zu.

Methodisch bieten sich folgende Ansätze zur Einsparung einer bestimmten Energieform an:
- Verringern des Endenergieverbrauchs durch intelligenten Einsatz und/oder Vermeidung von Energieverschwendung, z. B. durch die Reduzierung der Gebäudeheizung in nicht genutzten Räumen.
- Steigerung der Effizienz. Je nach den gesetzten Rahmenbedingungen kann die Effizienzsteigerung zu Rebound-Effekten führen, die den Einspareffekt deutlich verkleinern.
  - Zur Effizienzsteigerung zählt auch die Nutzung bisher ungenutzter Energieanteile (etwa Wärmerückgewinnung oder zusätzliche Nutzung der Abwärme, z. B. durch Brennwertheizungen)
  - Intelligente Steuerungen der Betriebsparameter von Maschinen, Geräten und anderen Systemen. Beispielsweise hängt die Effizienz von Verbrennungsmotoren von vielen unterschiedlichen Betriebsbedingungen ab. Steuerungstechnische Maßnahmen bei Verbrennungsmotoren begannen vor vielen Jahren mit der einfachen Verstellung des Zündzeitpunktes. Heute werten sehr schnelle Mikroprozessoren eine Vielzahl von Messparametern aus, mit denen dann die unterschiedlichen Komponenten von Motoren dynamisch so gesteuert werden, dass für jede aktuell gemessene Kombination von Messwerten die höchste Effizienz des Motors erreicht werden kann.

Um Energieeinsparungen zu erreichen, sollten laut Umweltkommission des Schweizer Parlaments im Februar 2023, die Stromversorger für mehr Energieeffizienz sorgen. Dies sollte mittels einer (durch Zertifikate entschädigten) Pflicht zur Reduktion ihres Stromverkaufs und Bussen für die Nichterfüllung erreicht werden. Eine solche Idee war bereits in der Energiestrategie 2050 der Schweizer Regierung von 2013 enthalten gewesen, der Vorschlag wurde vom Parlament jedoch aus der Vorlage gestrichen.

## Anreize

### Wirtschaftliche Energiesparanreize
Das wirtschaftlich realisierbare Einsparpotenzial für den Gesamtverbrauch (Strom, Heizung, Transport) durch Effizienzsteigerungen in Haushalten, Produktionsstätten und Bürogebäuden war häufig erstaunlich hoch, 20 % bis 30 % wären laut einer Publikation der Deutschen Energieagentur im Jahr 2006 durchaus üblich. Das Wuppertal Institut ging damals sogar von 40 % aus. In vielen Fällen – insbesondere in Privathaushalten – sind auch Einsparungen weit darüber hinaus wirtschaftlich machbar, etwa 50 % beim Gesamtverbrauch und noch wesentlich höhere Werte (selbst weit über 90 % je nach vorherigem Zustand) in einigen Teilbereichen, etwa bei der Heizung. Nationale und internationalen Klimaschutzziele (Kyoto-Protokoll) gehen demgegenüber von deutlich niedrigeren Potenzialen aus und die praktische Umsetzung fällt oft weit hinter diese bescheideneren Richtlinien zurück; teilweise kann es schon als Erfolg gewertet werden, wenn der Verbrauch wenigstens nicht steigt.
Im Zusammenhang mit einem diesbezüglichen Informationsdefizit entstand der Begriff der Energietransparenz.

#### Verursachergerechte Kostenverteilung
Der intensive Verbrauch fossiler Primärenergie hat weitreichende Auswirkungen auf die Umwelt und verursacht Kosten, die nicht gemäß Verursacherprinzip in betriebswirtschaftlichen Rechnungen enthalten und somit nicht am Energiepreis erkennbar sind. Bei der Ausbeutung natürlicher Ressourcen fallen Gesundheitsrisiken, langfristige Kosten zerstörter Biotope, Unfälle und wirtschaftliche Schäden durch die Klimaänderung an. Energiepreise wurden auch noch im Jahr 2023 weltweit oft subventioniert. Im Rahmen der Umweltökonomie versucht man externe Kosten zu internalisieren, indem man den physischen Ressourcenverzehr monetär zu bewerten versucht. Dies kann durch sogenannte Umweltzertifikate oder gezielte Steuern, wie die deutsche Ökosteuer oder die schweizerische CO-2 Abgabe, erfolgen.
Politische Forderungen zur Vermeidung der Umweltbeeinflussungen hatten zu technischen Verbesserungen geführt (Katalysator, Rauchgasentschwefelung, Umweltschutzauflagen), jedoch nicht zu einer Energieeinsparung.
In gewerblichen Gebäuden sind Gebäudeeigner, -nutzer und -betreiber häufig nicht identisch. Die Akteure, die in solchen Konstellationen Energiesparmaßnahmen umsetzen könnten, profitieren häufig nicht davon. Andererseits sind die Akteure, die den Verbrauch bestimmen (etwa Mitarbeiter), selten auch die Kostenträger. Auch im privaten Bereich werden viele Kosten, etwa Wasser oder Heizung, nach Quadratmetern auf die Nutzer verteilt. In solchen Situationen ist der Anreiz zur Energieeinsparung gering.
Bei Mietwohnungen besteht im deutschen Recht das Problem, dass der Mieter die Heizkosten zahlt und der Vermieter bei direkter Abrechnung mit den Energieversorgern nicht einmal die aktuellen Verbrauchswerte zeitnah erfährt, während bauliche Maßnahmen Sache eben dieses Vermieters sind (vgl. Nutzer-Investor-Dilemma).

## Einsparmöglichkeiten nach Energiebereich

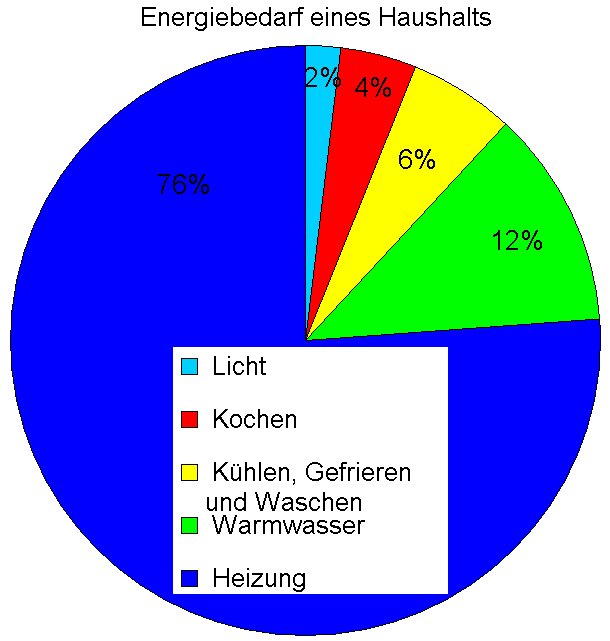
Durchschnittlicher Energiebedarf privater Haushalte in Deutschland

In energiepolitischen Diskussionen werden neben technischen Energiesparmaßnahmen auch immer wieder der bewusste Umgang mit Energie und die Senkung des Verbrauchs durch individuelle Maßnahmen jedes Einzelnen gefordert. In der EU waren nach Angaben der EU-Kommission 2014 noch 90 % aller Wohnungen nicht energieeffizient. Insofern besteht erhebliches Einsparpotenzial.
Die tatsächliche Energiemenge, die von Haushalten bezogen wird, beträgt ohne den Verbrauch der PKW in Deutschland etwa 30 % der Gesamtenergie. Das Energiesparpotenzial wird als hoch angesehen, da die „typische“ Haushaltstechnik aus Preisgründen oft energietechnisch ineffizient konstruiert wird.
Den größten Anteil am individuellen Energieverbrauch haben Gebäudeheizung und Warmwasserbereitung (etwa 25 bis 33 % vom gesamten deutschen Primärenergiehaushalt) und elektrischer Energie, davon einen Teil für Beleuchtungsenergie (etwa 2 % vom gesamten deutschen Primärenergieverbrauch), einen großen Teil aber auch für elektrische Haushaltsgeräte.
Um dem Verbraucher den Kaufentscheidungsprozess für energietechnisch effiziente Geräte zu erleichtern, wurde die Auszeichnung der Energieeffizienzklasse eingeführt.
Bei einer Studie in Großbritannien wurden die „Top Ten“ (zehn häufigsten) „Energiesparsünden“ in englischen Haushalten herausgefunden:
- 71 % lassen Elektrogeräte im Standby-Modus laufen,
- 67 % kochen mehr Teewasser, als sie benötigen,
- 65 % lassen unbenutzte Ladegeräte in der Steckdose,
- 63 % lassen Licht in leeren Räumen brennen,
- 48 % nehmen auch für kurze Wege das Auto,
- 44 % waschen die Wäsche zu heiß,
- 32 % lassen den Motor im stehenden Auto laufen,
- 32 % benutzen Wäschetrockner statt Wäscheleinen,
- 28 % heizen das leere Haus,
- 22 % drehen lieber die Heizung auf, anstatt einen Pullover anzuziehen

### Wärmenutzung

#### Heizenergie
Entscheidend für die Einsparung von Energie sind die Regelung der Heizungsanlage sowie eine gute Wärmedämmung des Gebäudes. 
2011 wurde in Deutschland ca. 40 % der Energie im Gebäudesektor verbraucht. Davon entfielen etwa 70 % (also 28 % absolut) auf den häuslichen privaten Energieverbrauch. Private Haushalte verbrauchen die meiste Energie für die Heizung bzw. Kühlung der Wohnräume. In Mitteleuropa ist vor allem das Heizen maßgeblich.
| |  |  |  |  |  |  |
| 7,9 Millionen Gaskessel (41 %) 2,7 Millionen Gas-Brennwertkessel (14 %) 6,0 Millionen Ölkessel (31 %) 0,2 Millionen Öl-Brennwertkessel (1 %) 0,7 Millionen Biomassekessel (4 %) 1,3 Millionen Thermische Solaranlagen (7 %) 0,3 Millionen Wärmepumpen (2 %) Daten für Österreich und die Schweiz siehe Wärmeerzeuger nach Brennstoff |  |  |  |  |  |  |

Bis im Jahr 2022 veränderte sich der Bestand zentraler Wärmeerzeuger für Heizungen in Deutschland. Genutzt wurde der Gas-Brennwertkessel mit 7,9 Millionen Stück am häufigsten, gefolgt vom Gas-Kessel (Heizwert) mit 6,2 Millionen Stück. Eine weitere deutliche Veränderung gegenüber 2008 waren die 1,4 Millionen Wärmepumpen.
Ältere Heizungen hatten einen Nutzungsgrad um 64 %, spätere Niedertemperaturheizungen erreichten bis zu 94 % und moderne Brennwertheizungen bis zu 104 % (Werte bezogen auf den Heizwert). Der Austausch alter Heizungsanlagen führte bis zu 40 % Energieeinsparung und war eine der Energiesparmaßnahmen, welche sich rasch wirtschaftlich amortisierte.
Das durchschnittliche Alter der Heizgeräte in Deutschland lag 2015 bei 17 Jahren, mehr als ein Drittel (36 %) war älter als 20 Jahre. Über 70 % der installierten Heizgeräte hätten nur die Effizienzklasse C, D oder E erreicht. Die Bundesregierung beschloss im August 2015 die gesetzlichen Grundlagen zur Umsetzung des „nationalen Effizienzlabels für Heizungsaltanlagen“, welches ab dem 1. Januar 2016 für Heizkessel älter als 15 Jahre galt.
Der Heizenergiebedarf verringert sich jeweils um durchschnittlich 6 % bei Absenkung der Raumtemperatur um 1 °C.
Der Heizenergieverbrauch lässt sich reduzieren, indem nachts sowie beim Verlassen der Wohnung die Heiz-Temperatur abgesenkt wird, siehe: Nachtabsenkung. Der Umfang der Einsparungsmöglichkeit ist umstritten. Gelegentlich wird empfohlen, die Nachtabsenkung auf 2 °C zu beschränken.
Moderne Umwälzpumpen und ein hydraulischer Abgleich der Heizung sparen Elektroenergie
Bei einer Studie aus dem Jahr 2003 zur Heizungsoptimierung wurde das Einsparungspotential für die Bundesrepublik Deutschland zwischen 20.000 und 28.000 GWh pro Jahr geschätzt, (zum Vergleich: das Kernkraftwerk Brokdorf speiste im Jahr 2010 11.360 GWh elektrischen Strom ins Netz ein). Die Gegenmaßnahmen waren (2003) mit Aufwänden von 2 €/m² bis 7 €/m² Wohnfläche vergleichsweise kostengünstig. Sehr viel Heizenergie (und damit Heizkosten) bei wenig Kostenaufwand kann durch Optimierung des Rücklaufs von Heizkörpern eingespart werden. Bei (Zentral-)Heizkesseln auch moderner Bauart können Stillstandsverluste auftreten, die (je nach Alter der Heizungsanlage und Brennstoff) bis zu 50 % der gesamten Brennstoffkosten ausmachen können (siehe Energieverschwendung).
Brennwertkessel nutzen zusätzlich die Kondensationsenthalpie des aus dem Abgas kondensierenden Wasserdampfs, indem die Verbrennungsgase bis unter den Taupunkt heruntergekühlt werden und so weniger Wärme durch den Schornstein entweicht. Das zum Heizkessel rücklaufende Kreislaufwasser sollte eine möglichst tiefe Temperatur aufweisen, um den tiefsten Rauchgastaupunkt zu unterschreiten und die Kondensation zu maximieren. Dies wird erreicht durch vergrößerte (Niedertemperatur-)Heizkörper, Fußbodenheizung oder Erwärmung der kalten Gebäude-Frischluft durch den Rücklauf des Heizkreises.
Weitere Maßnahmen sind:
- verbesserte Brennerkonstruktion und -führung
  - große Regeldynamik der Brennerleistung entsprechend Wärmebedarf, dadurch Vermeiden von Brenner-Stillstandszeiten mit damit verbundenen Auskühlverlusten (siehe dazu Erfassung und Vermeidung von unnötig hohen Energieverbräuchen)
  - Vermeiden unnötig häufiger und verbrauchsintensiver Brennerstarts durch größeren Temperaturschwankungsbereich (Hysterese)

Eine Wärmeersparnis gelingt auch durch Erwärmung u. a. der Heizungszuluft mit dem Rauchgas in doppelwandigen Edelstahl-Kaminröhren (Luft-Abgas-System).
Einzelöfen
1986 zählte man in bundesdeutschen Haushalten 2,6 Millionen Kachelöfen, offene Kamine und Kaminöfen mit einer jährlichen Zuwachsrate von rund 10 %. Fast sämtliche solche sowie in Zimmern aufgestellte Einzelöfen (Kohle, Öl, Holz) nutzen aufgrund ihrer einfachen Konstruktion den Brennstoff schlecht aus – ein Großteil der erzeugten Wärme geht durch das Abgasrohr verloren. In den 1980er Jahren schätzte man die Wärmeverluste bei Kaminöfen (als Einzelraumheizungen) um die 70 % des eingesetzten Brennwerts.
Allerdings handelt es sich in der absoluten Mehrheit um Ambiente-Elemente und nicht um die Raumheizung. So wurden zwar die Feinstaubemissionen ab 2025 in Deutschland vom Bundes-Immissionsschutzgesetz geregelt, allerdings mit Ausnahmen wie offenen Kaminen oder vor 1950 erstellten Öfen.
Elektroheizungen
Elektroheizungen sind nur dann energiewirtschaftlich zweckmäßig, wenn eine Beheizung nur sehr selten erforderlich ist oder wenn die zum Heizen benötigte elektrische Energie aus Überschüssen erneuerbarer Energien stammt. Hierzu kann es sinnvoll sein, die elektrisch erzeugte Wärmeenergie zu speichern. Idealerweise sollen elektrische Speicherheizungen sich dann aufladen, wenn gerade ein Überangebot an Elektroenergie vorliegt. Das ist mit Rundsteuer-Relais möglich, die, vom Energieversorger gesteuert, Verbraucher ein- und ausschalten können.
Heizkörper
Strahlungsheizungen gelten als effizienter als Konvektionsheizungen (siehe dazu Kritik und Kontroversen), vor allem, wenn sie hydraulisch (mit Niedertemperatur-Rohrschlangen) betrieben werden.
Die ideale Ergänzung eines Brennwertkessels als umweltschonendes und energiesparendes Heizungssystem ist eine Niedertemperaturheizung in Form einer (am wenigsten durch Wärmekonvektion verlierenden Deckenheizung oder anderen Strahlungsheizung. Die geringe Vorlauftemperatur so einer Niedertemperatur-Strahlungsheizung (bis zu 40 °C) entspricht der optimalen Betriebstemperatur eines Brennwertkessels oder einer SolarthermieHeizung. Fußbodenheizungen geben etwa zwei Drittel ihrer Wärme als Strahlungswärme ab, Deckenheizungen etwa 90 %. Die Temperaturerhöhung umgebender Raumflächen und Nichterwärmung von Luft führt zu einer Absenkung der Raumtemperatur und damit einer weiteren Energieeinsparung. In gut wärmegedämmten Häusern können auch übliche Wandheizkörper mit geringen Heißwassertemperaturen aus einem Brennwertkessel betrieben werden.
Eine ähnliche Behaglichkeit bei abgesenkter Raumtemperatur versprechen entlang der Außenwände verlegte Heizleisten, die durch aufsteigende Warmluft zunächst die Wandoberfläche erwärmen, welche die Wärme dann über die physiologisch vorteilhafte Wärmestrahlung an den Raum abgibt. Ebenso wie bei Wand- und Fußbodenheizungen kann so die Raumluft etwas kühler bleiben und Wärmestaus an der Zimmerdecke werden vermieden.
Wand- und Fußleistenheizungen sollten nicht durch Vorhänge oder Schränke abgeschirmt werden. Auch normale Heizkörper funktionieren effizienter, wenn vorhandene Verkleidungen und gegebenenfalls Vorhänge entfernt werden, welche den Luftstrom um den Heizkörper behindern. Sinnvoll ist es auch, die Wandfläche hinter dem Heizkörper besonders gut zu dämmen. Steht der Heizkörper in einer Wandnische, so wird in einem ungedämmten Gebäude durch die verringerte Wandstärke besonders viel Wärme durch die Außenwand verloren gehen. Ist eine stärkere Dämmung nicht möglich, hilft schon eine im Baumarkt als Rolle erhältliche drei bis fünf Millimeter dicke Styroporschicht mit aufkaschierter Alufolie die zur Außenwand gerichtete Wärmestrahlung des Heizkörpers zurück in den Raum zu reflektieren.
Für die Auswahl des Bodenbelages bei Fußbodenheizungen sind sowohl die Dicke als auch die Wärmeleitfähigkeit die entscheidenden Kriterien. Dünnere und besser Wärme leitende Beläge (Keramiken) verringern die Temperaturdifferenz. Gut dämmende und dickere Beläge (Teppiche) sind weniger günstig.
Thermostate an Heizkörpern und Heizgeräten regulieren die Raumtemperatur und steuern somit den Energiebedarf. Bei Wohnräumen gilt eine Temperatur von 20 bis 21 °C als Standard. Eine verringerte Raumtemperatur führt pro 1 °C zu einer durchschnittlichen Energieersparnis von 6 %.
Ein weiteres bauliches Mittel zur Energieeinsparung ist die Vermeidung unnötig hoher Räume. Der Temperaturunterschied zwischen Boden und Decke kann über 10 °C betragen. Jedoch genügt ein langsam laufender Deckenventilator, um die Wärme wieder gleichmäßig im Raum zu verteilen.
Ebenso sollten Treppenaufgänge durch Türen von den Wohnräumen abgeteilt sein.
Weitere Informationen zu Gebäuden unter Energiestandard, Niedrigenergiehaus und Passivhaus.
Fernwärme
Fernwärme wird durch Heizwerke bereitgestellt. Bei Kraft-Wärme-Kopplung ist die Energieeffizienz deutlich gesteigert. Kraft-Wärme-Kopplung ist ein Weg zur Primärenergieeinsparung bei der Erzeugung von Elektrizität und beim Heizen. Neben der großtechnischen Variante des Heizkraftwerks existieren auch technische Lösungen für den Haushalt (Blockheizkraftwerk und Mikro-KWK). Durch die Blockgröße von Heizwerken ist dort ein erhöhter technischer Aufwand wirtschaftlich, um die Energieeffizienz zu steigern. Dem stehen Wärmeverluste bei der Übertragung gegenüber. Fernwärmenetze helfen jedoch auch bei der Reduzierung der Abgaseinzelemissionen.
Prozesswärme
Abwärme aus Prozesswärme, wie sie in einigen Industrieanlagen anfällt, ist eher auf das räumliche Umfeld beschränkt.
Wärmepumpe
Eine Wärmepumpenheizung gewinnt Wärme durch das Kühlen der Außenluft, des Oberflächen- oder Grundwassers oder oberflächennaher Erdschichten. Wärmepumpen können den Wirkungsgrad der Stromerzeugung mittels fossiler Energieträger oder Kernspaltung ausgleichen und sind daher mit Feuerungen konkurrenzfähig. Die Kühlung der Außenluft als Wärmequelle ist stark außentemperaturabhängig und wird bei niedrigen Temperaturen unwirtschaftlich. Stehen hingegen günstige Bedingungen zur Verfügung (Wärme aus z. B. Oberflächenwasser oder grundwasserführenden Schichten) und werden Niedrigtarifzeiten und Überschüsse nachhaltig erzeugter Elektroenergie genutzt, zählen Wärmepumpen, verbunden mit Wärmespeichern, zu den effizientesten Heizungen. Nachteilig sind die hohen Investitionskosten.
Geothermie
Die Geothermie ist in Deutschland fast immer mit dem Einsatz von Wärmepumpen verbunden, da kaum Lagerstätten mit hoher Temperatur erreichbar sind. Die Geothermie ermöglicht effizientes umweltfreundliches Heizen, erfordert aber hohe Investitionen.
Sonnenkollektoren
Sonnenkollektoren können wesentliche Teile des Heizenergiebedarfes und des Warmwasserbedarfes decken. Hierzu tragen nicht nur effektive Sonnenkollektoren bei, sondern besonders auch Wärmespeicher mit bis zu saisonaler Kapazität. Verbunden mit Niedrigenergiehäusern kann Solarwärme eine aktive Heizung ganz ersetzen.

##### Gebäudeenergiegesetz (Deutschland)

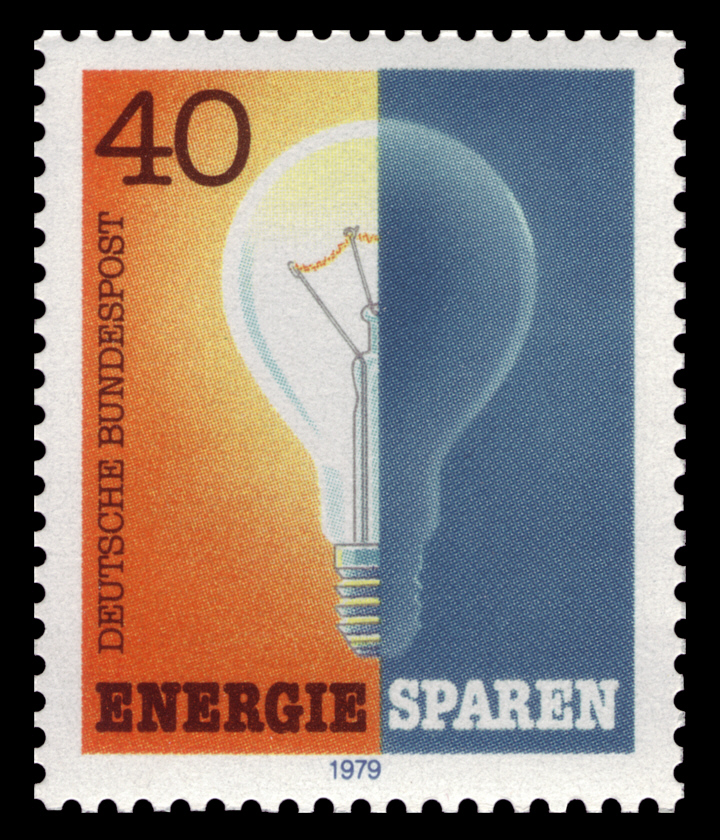
Energie sparen: Briefmarke der Deutschen Bundespost von 1979

Seit 2020 ist in Deutschland mit der Einführung des Gebäudeenergiegesetzes (GEG) eine Zusammenführung des vormaligen Energieeinspargesetzes (EnEG), der vormaligen Energieeinsparverordnung (EnEV) und des vormaligen Erneuerbare-Energien-Wärmegesetzes (EEWärmeG) erreicht worden. Es wurde am 8. August 2020 erlassen; inkraftgetreten ist es am 1. November 2020. Das Thema berührt neben dem „Bundesministerium für Wirtschaft und Klimaschutz“ auch die Verantwortungsbereiche des Bundesministeriums für Wohnen, Stadtentwicklung und Bauwesen (BMWSB), des Bundesministeriums für Digitales und Verkehr (BMDV) sowie des Bundesministeriums für Umwelt, Naturschutz, nukleare Sicherheit und Verbraucherschutz (BMUV); in letzterem tangiert es namentlich den Bereich „Umwelt“.
Die Bundesregierung hatte sich mit dem Energiekonzept 2010 und der Energieeffizienzstrategie 2050 zum Ziel gesetzt, den Primärenergieverbrauch zunächst bis zum Jahr 2020 um 20 %, danach bis 2030 um 30 % und bis zum Jahr 2050 um 50 % gegenüber 2008 zu senken. Im Jahr 2020 betrug der Rückgang jedoch nur 17,3 % gegenüber 2008. Damit wurde das 20-Prozent-Ziel verfehlt. Im Jahr 2021 stieg der Verbrauch wieder an und lag mit 12.193 Petajoule ungefähr 6 % über dem Zielwert für das Jahr 2020.
Am 19. April 2023 hat das Bundeskabinett den Gesetzentwurf für die 2. Novelle des Gebäudeenergiegesetzes beschlossen, wonach „ab dem 01. Januar 2024 möglichst jede neu eingebaute Heizung zu mindestens 65 % mit erneuerbaren Energien betrieben werden muss.“

#### Lüftung
Energiesparendes Lüften während der Heizperiode erfordert die Aufmerksamkeit der Bewohner. In Häusern ohne automatisches Lüften mit Wärmerückgewinnung ist das Stoßlüften sowohl für das Erreichen einer guten Innenluftqualität als auch zur Einsparung von Heizenergie dem Dauerlüften (z. B. mittels Ankippen der Fenster) überlegen. Das liegt daran, dass beim Stoßlüften lediglich die Luft ausgetauscht wird und kaum Zeit bleibt, dass sich auch Gegenstände und Wände abkühlen.
Warme Luft steigt auf und kalte Luft sinkt ab. Ein Deckenventilator kann eine bessere Durchmischung der Luft und somit eine raschere Temperaturangleichung erreichen. Deckenstrahlungsheizungen führen zur geringsten Wärme- und Luftkonvektion von allen Heizkörpersystemen. Dauerlüftungsöffnungen sollten in Bodennähe des Raumes und nicht an der Zimmerdecke situiert sein, um warme Luftpolster nicht oben ins Freie entweichen zu lassen (was auch beim Ankippen von Fenstern passiert). Eine ähnliche energiesparende Funktion erfüllt ein Luftsiphon für Kellerräume, mit dem Frischluft zu einer Auslassöffnung in Bodennähe geführt wird. Viel Wärme geht auch als Verdampfungsenthalpie gebunden in Wasserdampf verloren, Luftentfeuchter können da Wärme zurückgewinnen.

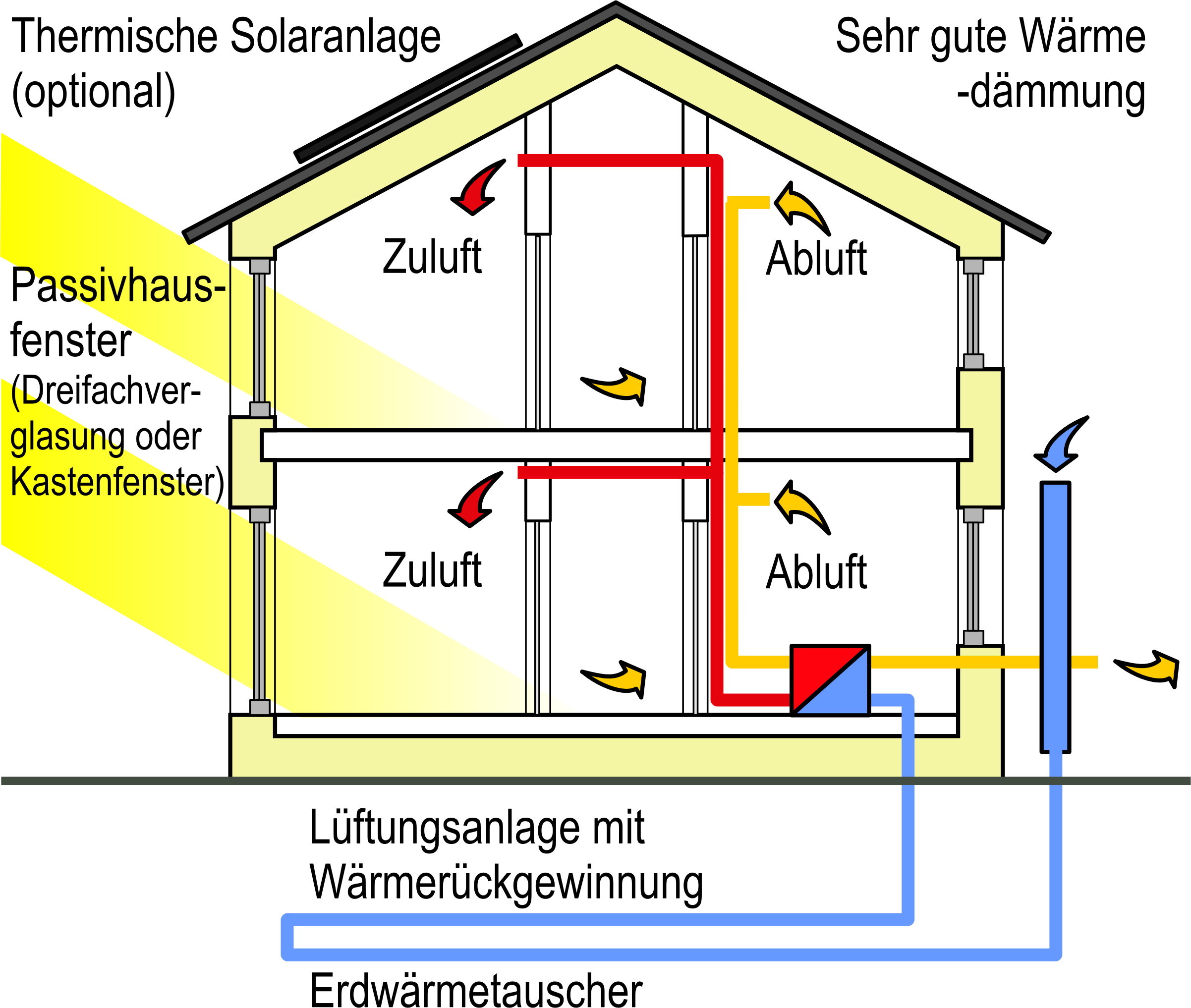
Passivhausschema

In Häusern mit einer Lüftungsanlage mit Wärmerückgewinnung ist zusätzliches Lüften kontraproduktiv. Lüftungsanlagen mit Wärmerückgewinnung sind anspruchsvolle technische Systeme, die hygienische, energetische und wohnklimatische Qualitätsmerkmale haben.

#### Wärmedämmung
Viel Energie spart man auch durch eine gute Wärmedämmung des Gebäudes. Beispiele sind die Wärmedämmung sämtlicher Außenflächen (Wände, Böden, Dächer, Türen und Fenster).
Der Wärmeverlust über die Fenster kann durch Wärmeschutzverglasung und dicht schließende Fenster verringert werden.
Bei der Modernisierung von Gebäuden hat die Wärmedämmung einen hohen Stellenwert. Soll oder kann die Fassade nicht verändert werden, gibt es inzwischen Dämmsysteme, die auch auf der Innenseite der Außenwände angebracht werden können.
Das Dämmen von obersten Geschossdecken bzw. des Daches ist in der deutschen Energieeinsparverordnung für Käufer von Gebäuden binnen 2 Jahren verpflichtend. Es muss ein Dämmwert von 0,24 W/(m²·K) erreicht werden.
Wesentlich ist eine weitgehende Luftundurchlässigkeit des Gebäudes. Schon geringe Zugluft kann bei einem wirkungsvoll gedämmten Gebäude wesentlich mehr Wärme aus dem Gebäude tragen als die Wärmeleitung durch die Außenflächen. Zugluft kann auch durch Küchen-Dunstabzugshauben, unbenutzte Zimmeröfen und schlecht schließende Dachbodentüren hervorgerufen werden. Zum Test der Luftdurchlässigkeit von Gebäuden dient der Blower-Door-Test.

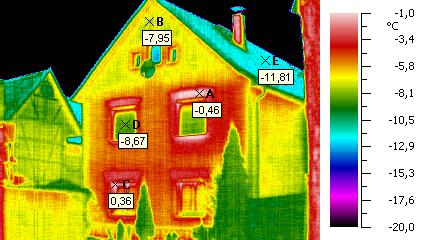
Bauthermografie – ungedämmte Außenwand

Ein Mittel zur Energieeinsparung ist auch, bei Dunkelheit die Rollläden bzw. Fensterläden zu schließen. Die Luft zwischen Fenster und Laden wirkt so als zusätzliche Wärmedämmung.
Industrieprozesse
Die Wärmedämmung im industriellen Umfeld über 700 °C erfolgt mittels Hochtemperaturwollen. 
In einigen Bereichen ist eine bis zu 50%ige Energieeinsparung im Vergleich zu konventionellen Stein/Beton-Zustellungen möglich. Industrieöfen und Anlagen mit HTW-Wärmedämmung sind wegen geringerer Wärmekapazitäten schneller aufzuheizen und abzukühlen. Dadurch wird insbesondere bei diskontinuierlichen Prozessen der Energieverbrauch gemindert.

#### Warmwassernutzung
An zweiter Stelle im Energieverbrauch eines Haushalts steht die Warmwasserbereitung.
Wie bei der Raumwärme gibt es die drei Pfade
- Minderung des Verbrauchs
- effizientere Bereitstellung
- Rückgewinnung von Wärmeenergie

##### Minderung des Verbrauchs
Der höchste Warmwasserverbrauch im Haushalt entsteht durch die Körperpflege (Baden, Duschen). Ein Duschbad erfordert je nach Dauer ca. 40 bis 75 Liter Warmwasser, ein Wannenbad durchschnittlich 160 Liter, also etwa das Dreifache (dessen Wärme kann aber durch Auskühlen lassen zur Raumheizung beitragen, was beim Duschen mit dem Wasser in der Duschtasse kaum praktiziert wird). Bei wassersparenden Duschköpfen ist die Austrittsgeschwindigkeit des Wasserstrahls deutlich erhöht, wodurch trotz Reduzierung der Durchflussmenge das Gefühl eines satteren Strahls entsteht. Einsparungen von bis zu 50 % sind möglich. Letztlich ist jedoch auch hier das Verhalten der Nutzer mitentscheidend.

##### Effiziente Bereitstellung
Die Erzeugung von Warmwasser mit elektrischem Strom ist ineffektiv und teuer, weil der Primärenergieverbrauch zur Erzeugung und Transport etwa dreimal so hoch ist wie die Nutzenergie. Vor den elektrisch beheizten Warmwasserspeicher kann jedoch ein solar- oder wärmepumpenbeheizter Wasserspeicher vorgeschaltet werden.
Die Verluste des Warmwasserspeichers können durch eine bessere Dämmung sowie die Absenkung der Speichertemperatur verringert werden. 60 °C sollen dabei jedoch dauerhaft nicht unterschritten werden, da sonst die Gefahr der Vermehrung gefährlicher Legionellen besteht. Keine solche Gefahr besteht bei Verwendung eines Hygiene-Speichers, bei welchem das Frischwasser durch Wärmetauscher ohne Kontakt zum Wärmespeicher erwärmt wird.
Die Zirkulationspumpe eines Warmwassernetzes kann bei potentiell geringem Bedarf (z. B. in der späten Nacht) abgeschaltet werden, so dass Wärmeverluste in der Zirkulationsleitung entfallen.
Leitungen, in denen Warmwasser zirkuliert, sollten eine sehr gute Wärmedämmung erhalten. Wenn die Zirkulation nicht durchgängig betrieben wird, sollte in der Zirkulationsleitung eine Schwerkraftbremse vorgesehen werden, um zu verhindern, dass das erwärmte Wasser ungewollt zirkuliert.
Warmwasseranschlussleitungen eines Warmwasserspeichers ohne oder ohne ständig aktive Zirkulationsleitung sollten zunächst nach unten gerichtet oder mit einer Thermosiphon-Konvektionsbremse ausgestattet werden, um die ungewollte innere Zirkulation in der Warmwasserleitung zu vermeiden, durch welche sich die aufsteigende Warmwasserleitung auch ohne Entnahme permanent erwärmt.
Alternativ zum Warmwassernetz mit Zirkulationsleitung kann ein Durchlauferhitzer in der Nähe der Zapfstelle Leerlauf- und Leitungsverluste vermeiden. Elektrische Durchlauferhitzer sind zwar einfach zu installieren, lohnen sich jedoch oft nur bei entlegenen Zapfstellen mit geringem Warmwasserbedarf oder bei selbsterzeugtem Strom aus regenerativen Energien. Gasdurchlauferhitzer haben diese Nachteile nicht, jedoch steht nicht überall Gas zur Verfügung.
Manche Waschmaschinen können ihr Waschwasser aus dem Warmwassernetz beziehen, anstatt es selbst elektrisch zu erwärmen.

##### Rückgewinnung von Wärmeenergie
Warmes Abwasser entsteht in der Dusche/Badewanne und in Waschmaschine und Geschirrspüler. Wenn die Dusche einen Durchlauferhitzer hat, kann man das zulaufende Wasser über einen Wärmeübertrager mit dem ablaufenden Duschwasser erwärmen. Wenn ein Wärmespeicher mit Schichtung vorhanden ist, kann das warme Abwasser nach Filterung direkt dazu genutzt werden, das Wasser in den kälteren Schichten zu erwärmen. Hierzu ist allerdings eine separate, gut gedämmte Leitung für das warme Abwasser nötig und ein Schichtspeicher, der dafür vorgesehen ist.
Außerdem kann man die Wärmeenergie des Abwassers mit einer Wärmepumpe auf ein höheres, besser nutzbares Temperaturniveau anheben und in den Warmwasserspeicher einbringen.
Die Restwärme einer nach dem Kochen abgeschalteten Herdplatte kann das Wasser in einem darauf gestellten Topf erwärmen. Das erwärmte Wasser kann beispielsweise zum Spülen benutzt und Energie zur Wassererwärmung so eingespart werden.
Viele Geschirrspüler nutzen einen Kaltwasservorrat im Zulauf zur Kondensationstrocknung des Spülraumes. Die teilweise in diesen übergegangene Wärme kann bei einem nachfolgenden Spülgang eingespart werden.

#### Energieeinsparung bei der Erwärmung von Speisen
Zum Herd passende Töpfe sind bei Elektroherden mit Einzelplatten hilfreich, um Energie zu sparen. Thermostate und Aufkochhilfen erleichtern ebenfalls effizientes Kochen. Ein geschlossener metallischer Deckel vermeidet Wärmeverluste.
Eierkocher sind effizienter und wassersparender, als die Eier im Topf zu kochen.
Energieeffizient arbeiten Wasserkocher oder Tauchsieder, da der Heizkörper direkt das Wasser erwärmt. Energie kann auch gespart werden, wenn nur die tatsächlich nötige Wassermenge auf die tatsächlich nötige Temperatur erhitzt wird (zur Zubereitung von Heißgetränken beispielsweise ist oft nicht 100 °C heißes Wasser notwendig).
Bei Kaffeemaschinen kann durch Umfüllen des fertigen Kaffees in eine Thermoskanne Energie gespart werden.
Bei einer längeren Kochdauer kann die Herdplatte so niedrig eingestellt werden, dass das Wasser gerade noch köchelt – solange sich Wasser im Topf befindet, ist außer beim Schnellkochtopf ohnehin keine höhere Gartemperatur erreichbar. Wenn Wasser kocht, wird zusätzlich zugeführte Energie durch Verdampfung an die Umgebung abgegeben, ohne dass sich die Garzeit hierdurch verringert.
Ein energiesparendes Garen ist in einem Schnellkochtopf mit weniger Wasser möglich. Der Druckaufbau erhöht den Siedepunkt des Wassers und aufgrund der RGT-Regel laufen die Garprozesse schneller ab und die nötige Garzeit wird verkürzt. Zusätzlich wirkt der Topf als Dampfgarer mit dem mehr Wärmeinhalt (d. h. zusätzlich die Kondensationsenthalpie) in gleicher Zeit auf das Gargut übertragen werden kann, als wenn selbiges von Wasser umgeben wäre. Durch all diese Effekte werden Zeit und Energie eingespart.
Eine Einsparung laut staatlichem Zürcher Energieversorger von 60 Prozent und damit noch mehr als beim Schnellkochtopf ist möglich durch Verwendung doppelwandiger Pfannen oder Systeme, deren Inhalt dank Wärmedämmung auch ohne Energiezufuhr weiter gart.
Wenn Gefriergut vor dem Zubereiten (über Nacht) im Kühlschrank aufgetaut wird, geht fürs Auftauen nicht Raumwärme verloren, sondern der Kühlschrank muss weniger Kälte erzeugen. Heiße Speisen sollen auch erst abkühlen, bevor sie in den Kühlschrank gestellt werden.

### Geräte und Anlagen in Haushalt und Betrieb
Haushaltsgeräte machen den zweitgrößten Posten des Energiebedarfs eines Haushaltes aus. Die größten Anteile am Gesamtverbrauch haben dabei Kühlgeräte und Wärmegeräte (also Herd und Backofen), die Waschmaschine und, soweit vorhanden, Wäschetrockner und Spülmaschine.
Trotz energieeffizienterer Technik ist der durchschnittliche Strom- und Energieverbrauch in deutschen Haushalten fast unverändert geblieben. Moderne Geräte verbrauchen gegenüber älteren Haushaltsgeräten aus den 1980er Jahren um ein Viertel bis zur Hälfte weniger Strom, diese Einsparung wird durch neue Stromanwendungen und auch Unachtsamkeit nahezu komplett kompensiert (Rebound-Effekt). Viele Haushalte sind sich ihres unnötigen Energieverbrauches nicht bewusst. In der Schweiz wurde berechnet, dass durch den Ersatz aller alter stromintensiven Elektrogeräte 25 bis 40 % Strom eingespart werden könnte. Verbraucherzentralen bieten kostenlose Energieberatungen an.

#### Waschmaschine
Waschmaschinen können mit hygienischen Einschränkungen auch ohne Vorwäsche und bei geringer Temperatur ab 20 °C ausreichend sauber waschen. Dies reduziert den Wasser- und Stromverbrauch. Trotz automatischer Mengensteuerung arbeitet eine Waschmaschine am effizientesten bei ihrer Nennwaschmenge – hierauf ist sie optimiert.

#### Wäsche-Trocknung
Das Lufttrocknen der Wäsche im Freien auf der Wäscheleine vermeidet jeglichen Energieaufwand für das Trocknen. Dabei unterstützt das Schleudern: Je höher die Drehzahl, umso schneller trocknet die Wäsche. Eine allzu hohe Drehzahl kann jedoch bei empfindlichen Textilien zu erhöhtem Aufwand beim Bügeln bzw. Mangeln führen. Das Trocknen im Wind kann Knitter verringern.
Das Trocknen mit dem Wäschetrockner erfordert auch bei den Kondenstrocknern einen hohen Energieaufwand. Noch einmal 50 % effizienter sind Trockner mit Wärmepumpe.
Das Trocknen der Wäsche auf der Leine in Innenräumen entzieht der Raumluft Energie und verursacht unter Umständen kondensierende Feuchtigkeit an Fenstern oder Außenwänden der Wohnung.
Wenn die entstehende Luftfeuchte nicht durch Lüften nach außen befördert wird, kann sie zum Auffeuchten der Außenwände führen, was den Dämmwert der Wand verringert und den Heizwärmebedarf vergrößert.

#### Geschirrspülen
Voll gefüllte Spülmaschinen nutzen die Energie pro Spülvorgang besser aus. Manche Geräte können an die Warmwasserleitung angeschlossen werden und benötigen dann (außer bei Elektroboilern) weniger Elektroenergie für die eingebaute Heizung. 2023 wurde von Einsparmöglichkeiten mit den seit 2009 eingesetzten Zeolith-Trocknungssystemen berichtet; bei ca. 11 Liter Wasser und 1 kWh Energieverbrauch können 160 Geschirrteile gereinigt werden, andere Geräte verbrauchen doppelt so viel und mehr.
Das Spülen von Hand ist am energie- und wassersparendsten, wenn ein Wasch- und ein Spülbad benutzt wird, und am ineffizienesten, wenn unter laufendem Wasser gespült wird.

#### Kühlen und Frischhalten
Viele Speisen bleiben auch ohne Kühlung ausreichend lange frisch.
Trotz relativ geringer elektrischer Anschlussleistung benötigen Kühlgeräte viel Energie, da ihre thermostatgesteuerten Kühlaggregate täglich oft mehrere Stunden laufen. Ein Kühlgerät benötigt umso weniger Energie, je besser es seine Abwärme an die Umgebungsluft abgeben kann. Ein kühler Aufstellraum sowie eine gute Belüftung der Rückseite, wo sich in der Regel der Wärmeübertrager befindet, erhöhen den Wirkungsgrad. Hersteller geben allerdings oft eine Mindest-Umgebungstemperatur an.
Vereiste Wärmeübertrager im Inneren der Geräte verringern ebenfalls den Wirkungsgrad des Kühlkreislaufes. Abhilfe schafft ein regelmäßiges Abtauen, was bei modernen Geräten automatisch geschieht.
Der Austausch eines Kühlschrankes lohnt sich meist erst, wenn der alte 10 bis 15 Jahre alt ist und der neue die höchste Energieeffizienzklasse hat. Bei Gefriergeräten amortisiert sich der Neukauf noch seltener.
Manche Kühlgeräte verbrauchen so viel Strom, dass ein Austausch Geld sparen kann, weil die jährlichen Stromkosten des neuen Kühlgeräts plus anteiliger Kaufpreis (sog. Abschreibung) niedriger sind als die Stromkosten des Alt-Geräts. Mit dem Alt-Geräte-KühlCheck lässt sich das für die meisten derzeit in Deutschland genutzten Geräte nachprüfen.
Gefriertruhen sind etwa 12 % effizienter als Gefrierschränke.
Wenn Tiefkühlware rechtzeitig vor der Zubereitung in den Kühlschrank zum Abtauen gelegt wird, verringern sich sowohl der Energiebedarf des Kühlschranks als auch die zum anschließenden Erwärmen benötigte Wärmemenge.

#### Beleuchtung

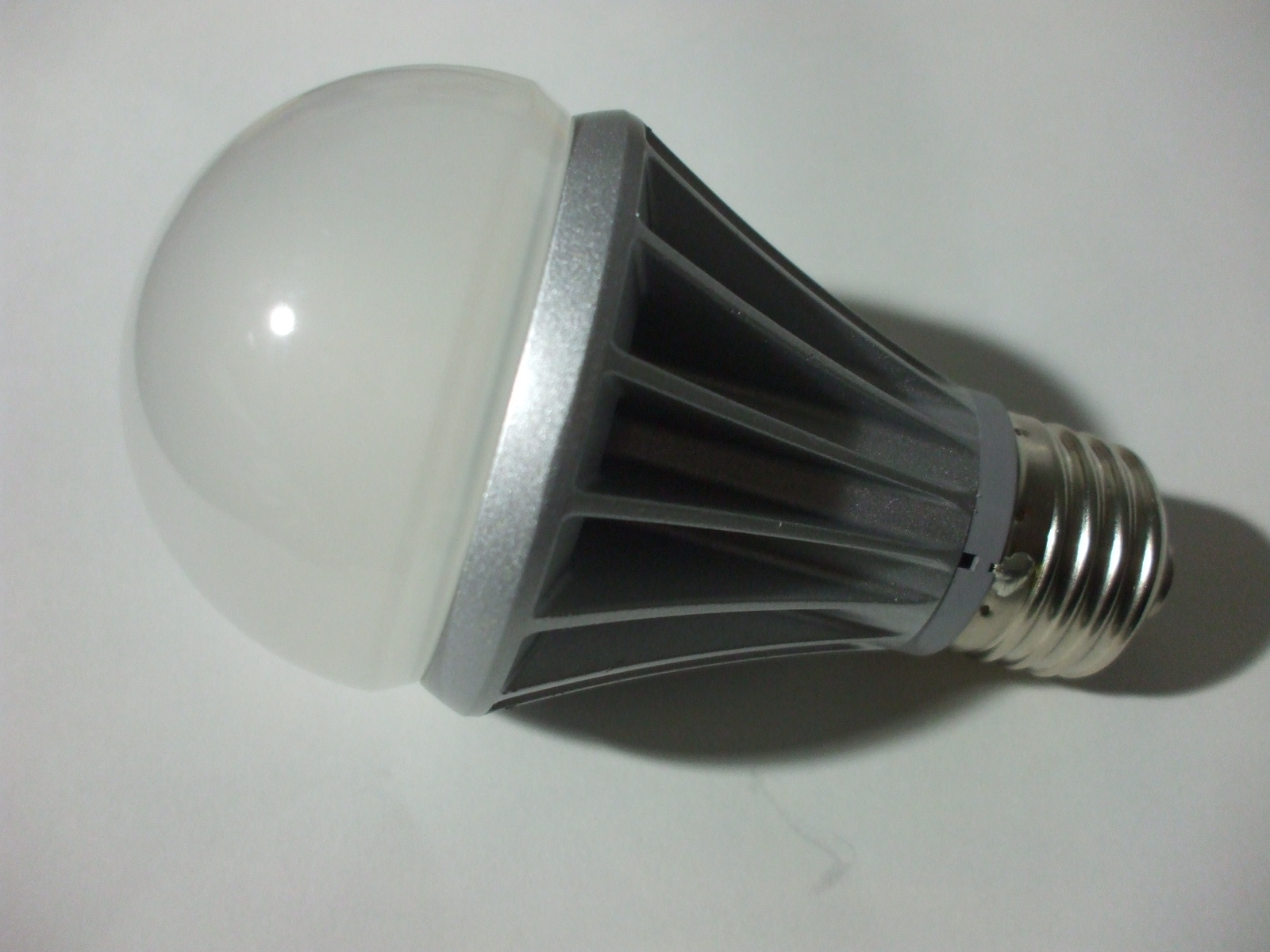
LED-Lampen benötigen etwa bis der Energie von Glühlampen. Eine Glühlampe gibt nur 3…5 % der Energie als Licht ab, der Rest wird zu Wärme.

Bei der Projektierung von Gebäuden kann durch die Nutzung des Tageslichts viel Energie für die Beleuchtung eingespart werden.
Bei Leuchtstofflampen kann durch Einsatz von elektronischen Vorschaltgeräten in Verbindung mit Bewegungs- und Lichtsensoren bis zu 75 % gegenüber konventionellen Vorschaltgeräten eingespart werden.
Als energiesparender Ersatz für Glüh- und Halogenlampen sind LED-Leuchtmittel verfügbar. Sie erreichen auch bei niedrigen Farbtemperaturen von 2700–3000 K, die einer Glühlampe entsprechen, eine hohe Effizienz.
Entscheidend für den Vergleich der Helligkeit ist der Lichtstrom in Lumen. Keine Aussagekraft hat die elektrische Leistung in Watt, denn sie benennt den Stromverbrauch und nicht die Helligkeit. Glühlampen erreichen Lichtausbeuten bis 10 lm/W, LED-Lampen erreichen 50 bis 83 lm/W. Besonders effiziente Modelle erreichen 110 lm/W. Energiesparende Lampen wie LED-Lampen haben einen höheren Herstellungs- und Entsorgungsaufwand sowie Verkaufspreis, dies wird jedoch durch den höheren Wirkungsgrad und die längere Lebensdauer ausgeglichen.

#### Computer, Unterhaltungselektronik und Kleingeräte

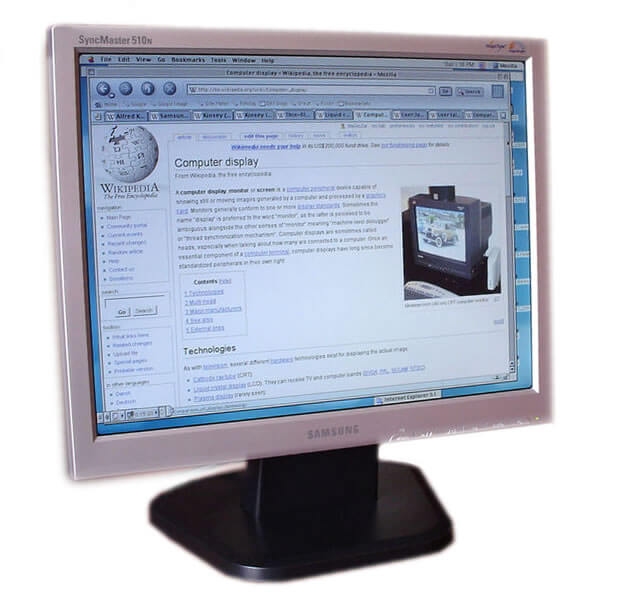
Flachbildschirme benötigen weniger Energie als Kathodenstrahlröhrenbildschirme

Durch das vollständige Trennen vom Netz von Geräten mit Bereitschaftsbetrieb (Standby-Funktion) spart ein Durchschnittshaushalt etwa 3 % des elektrischen Stroms ein. Zur Veranschaulichung der Problematik: Laut Verbraucherzentrale Nordrhein-Westfalen verbrauchen die Standby-Funktionen von Fernseher, Computer, CD-Player und Co. jährlich unnötig 20 Milliarden kWh in der Bundesrepublik. Konventionelle Steckernetzteile verbrauchen mehr Energie als elektronische. Bei Unterhaltungselektronik ist meist ein Betriebsschalter installiert, der lediglich den Schwachstrom schaltet – genau wie bei Geräten mit separatem Netzteil ist der Transformator des Gerätes also ununterbrochen am Netz und kann meist nur durch Ziehe des Netzsteckers abgeschaltet werden.
Geräte sollten einen Netzschalter besitzen. Moderne Desktop-Computer sind oftmals für die Nutzung als reines Schreibgerät weit überdimensioniert, sodass ein Großteil der Energie dafür genutzt wird, um Bauteile zu versorgen, die der Benutzer selten oder überhaupt nicht benutzt. Zudem wird letztendlich die gesamte vom Rechner benötigte Energie in Wärme umgewandelt, die aus dem Gerät abgeführt werden muss. Ein Notebook ist meist deutlich sparsamer, da es als Mobilgerät auf lange Akkulaufzeit und daher auf niedrigen Stromverbrauch ausgelegt ist. Aber auch für Desktop-Rechner und weitere Heimelektronik existieren viele Möglichkeiten, Energie einzusparen (siehe auch: Green IT).
- Verwendung einer Steckdosenleiste mit Schalter, sodass alle Geräte mit einem Handgriff vom Stromnetz getrennt werden können
- Master-Slave-Steckdosen verringern den Standby-Verbrauch der Peripheriegeräte
- Ausschalten der Geräte statt Standby-Betrieb inklusive Abschalten des Bildschirms (Bildschirme laufen in 2⁄3 aller Unternehmen nachts durch)[46]
- Verwendung energiesparender Komponenten: Die Prozessor-Hersteller haben Stromspartechniken in ihre Prozessoren integriert, siehe beispielsweise Cool’n’Quiet (AMD) und SpeedStep (Intel). Hierbei laufen die Prozessoren normalerweise mit etwa halber Rechenleistung, bei nur einem Bruchteil (zumeist 10 % bis 20 %) des normalen Energiebedarfs. Wird mehr Rechenleistung benötigt, schaltet das Betriebssystem den Prozessor automatisch hoch.
- Energiesteuerungssysteme nutzen, die in Software und Hardware integriert sind:
  - der Leerlauf (Idle), den das Betriebssystem an der Nichtbenutzung von Tastatur und Maus erkennen kann, und welcher das Abschalten des Bildschirms (statt eines rechenintensiven Bildschirmschoners) sowie das Anhalten der Festplatte(n) erlaubt
  - die Energiesparmodi etwa nach dem Advanced Configuration and Power Interface-Standard, etwa Suspend to RAM oder der bedeutend sparsamere Ruhezustand (Suspend to disk)
- Aktuelle Netzteile haben einen Wirkungsgrad von 85 % bis 95 %, billige und ältere Geräte erreichen deutlich weniger.
  - Ausschalten des PCs durch den Netzschalter am Netzteil (Gehäuserückseite) – das softwaregesteuerte Herunterfahren versetzt den PC lediglich in einen Bereitschaftsmodus, in dem bestimmte Teile noch mit Energie versorgt werden.
- Ungenutzte Komponenten, wie etwa alte analoge Modem-Karten, ausbauen.
- Peripherie nur dann einschalten, wenn sie gerade benötigt wird (Scanner, Drucker, USB-Sticks usw.). Nicht benötigte Datenträger aus dem Laufwerk entfernen
- Die Sendeleistung von WLAN-Geräten lässt sich in vielen Fällen reduzieren: bei Antennen in demselben Raum genügen meist schon 20 % Sendeleistung

Auch Recherchen im Internet verbrauchen Strom durch die in Anspruch genommenen Leistungen der Server der Netzknoten und Suchmaschinen.

### Gebäudenutzung
In öffentlichen Gebäuden und Schulen kann allein durch das Verhalten der Nutzer 20 % Energie eingespart werden. Vielerorts werden Erfolgsbeteiligungsmodelle wie „fifty-fifty“ angeboten, beispielsweise in Frankfurt, Hamburg oder Berlin. Diese Projekte sind ein Beitrag zum Klimaschutz und vermitteln diese Zukunftsfragen auch an Kinder und Jugendliche.

### Materialnutzung

#### Verpackungen und Datenträger, Recycling
Für Verpackungsmaterial, das nicht produziert wird, braucht auch keine Energie aufgewendet zu werden. Durch Wiederverwertung (Recycling), insbesondere von Verpackungsmaterialien, kann ein Teil der zur Herstellung notwendigen Energie eingespart werden. Die problembehaftete und aufwendige Sortierung von Abfall wird teilweise von den Konsumenten durchgeführt. Die Endsortierung erfolgt meist durch Entsorgungsbetriebe. Das mit dem Recycling in Deutschland beauftragte DSD (Duales System Deutschland) ist in die Kritik geraten, weil es mittlerweile (2004) Sortiermaschinen gibt, die besser, schneller und vor allem ökonomisch vorteilhafter arbeiten als die manuelle Mülltrennung, getrennte Touren und Sortierung.
Informationen lassen sich oft bequemer, schneller und günstiger über das Internet transportieren als auf festen Medien. Dies sind beispielsweise Filme, Bilder, Zeitungen, Magazine, Musik, Landkarten und Briefe. Bei Transport und Herstellung, insbesondere bei der Rohstoffverarbeitung (Papier, Kunststoff aus Öl) dieser Medien wird graue Energie in erheblicher Höhe aufgewendet. Das Einsparpotenzial durch die Digitalisierung ist groß, da für die Herstellung und Entsorgung von reinen Transport-Datenträgern in vielen Fällen mehr Energie aufgewendet werden muss als für die Bereitstellung der Internet-Infrastruktur zum Austausch der darauf enthaltenen Informationen.

#### Leichtbau
Leichtbau kann zu geringerem Energieverbrauch führen: Je geringer die Masse ist, die nicht direkt zur Verrichtung einer Arbeit beiträgt, aber trotzdem bewegt, das heißt beschleunigt und abgebremst, oder erwärmt und abgekühlt, werden muss, umso effizienter wird die Energie eingesetzt. Ein weiterer Einspareffekt ergibt sich aus der geringeren Rohstoffmasse, die zur Herstellung der Leichtbau-Anlage benötigt wird.
Beispiele:
- Für eine Fahrt mit einem Fahrrad in Leichtbauweise wird weniger Anstrengung benötigt als für ein schweres Rad. Besonders spürbar ist dies beim Beschleunigen und beim Bergauf-fahren.
- Die Getränkemenge in einem Kasten mit Kunststoffflaschen ist bei gleicher Masse höher als die Menge in einem Kasten mit Glasflaschen.
- Ein kleiner, leichter Topf benötigt weniger Wärmeenergie, um selbst aufgeheizt zu werden, als ein großer, schwerer Topf aus dem gleichen Material, wenn in ihm die gleiche Menge erwärmt werden soll.
- Bei LKW, deren zulässiges Gesamtgewicht begrenzt ist, kann Leichtbau die Nutzlast bei gleich bleibender Gesamtmasse erhöhen und damit den relativen Energieaufwand pro Tonnenkilometer senken.

### Mobilität

#### Verkehrsmittelwahl
Bei Verkehrsmitteln bestehen mehrere Motivationen, die einen sparsamen Umgang mit Energie (hier: Kraftstoff) vorteilhaft erscheinen lassen.
- hohe Kraftstoffpreise
- Reichweitensteigerung
- Nutzlasterhöhung
- Nutzwertsteigerung
- Umweltschonung

Die negativen umwelttechnischen und gesundheitlichen Randerscheinungen des Energieverbrauchs werden mit zumeist technischen Mitteln und nur auf politischen Druck hin bekämpft. Maßnahmen wie bleifreies Benzin und Katalysator verringern den Energieverbrauch nicht und Dieselrußpartikelfilter erhöhen den Verbrauch um bis zu 10 %.
Auch beim Verkehr wären durch verbesserte Fahrzeug- und Antriebstechnik erhebliche Effizienzsteigerungen möglich gewesen, Prototypen zeigten, dass das 1-bis-1,5-Liter-Auto technisch möglich war. Niedrigenergiefahrzeuge gelangten zur Marktreife: der VW Lupo fand jedoch bei den Käufern nur einen mittelmäßigen Absatz. Mit dem ab dem Jahr 1999 verfügbaren 45-kW-TDI-Motor erzielte das Modell einen Energieverbrauch von 2,99 Litern auf 100 Kilometern. Stattdessen verbrauchten die in der Schweiz neu zugelassenen Fahrzeuge 2019 mehr Treibstoff als diejenigen des Vorjahres, nämlich 6,18 Liter. Ein Grund lag in einem Steigen des durchschnittlichen Leergewichts der Neuwagen auf 1.706 kg. Die EU verbietet die Neuzulassung von Personenwagen mit Verbrennungsmotoren ab 2035. Die Schweiz wird sich nach dem Willen der Regierung dem Vorgehen der EU anschließen.

#### Transport und Verkehr
Der Energieverbrauch für die Fortbewegung betrifft am meisten Pendler die mit dem PKW täglich längere Strecken unterwegs sind oder aber auch Fahrten zur Ausbildung, vor allem aber die Fahrten des Freizeitverkehrs (Besuche, Gastronomie, Veranstaltungen, Sport) welche in der Schweiz im Jahr 2010 wie schon 1994 «nach wie vor» den größten Anteil einnahmen. Eine prozentuelle Abnahme von 2005 bis 2010 war einer Zunahme der Verwendung des Langsamverkehrs für solche Zwecke zuzuschreiben.
Im Verkehr kann Energie eingespart werden, durch
- Vermeidung unnötiger Fahrten mit Kraftfahrzeugen
- Reduktion der zulässigen Höchstgeschwindigkeit
- Anschaffung von Fahrzeugen mit geringerem Kraftstoffverbrauch
- Umstieg auf energieeffizientere Verkehrsmittel (Fahrrad, Fußverkehr, Öffentliche Massenverkehrsmittel)
- Nutzung von Fahrgemeinschaften
- verstärkter Ausbau von Elektromobilität im ÖPNV (Straßenbahn, Oberleitungsbus, Seilbahnen)
- Verzicht auf Waren, die von weither zum Konsumenten gebracht werden, die aber auch lokal hergestellt werden (beispielsweise Äpfel aus Neuseeland, Pflastersteine aus China, Mineralwasser aus Italien, Butter aus Irland, Wein aus Australien)
- Verzicht auf Veredelungsverkehr (Schweineaufzucht in Österreich, Schlachtung in Deutschland, Verarbeitung in Italien, Verkauf europaweit)
- Erhöhung der Haltbarkeit von Produkten (Energieeinsparung bei der Herstellung, beim Transport und bei der Entsorgung)
- Ersatz von Reisen und Fahrten durch Videokonferenzen oder Heimarbeit
- Verkürzung von Fahrten (Einkauf in Wohnungsnähe, Wahl einer Wohnung nahe dem Arbeitsplatz, Urlaub in der Nähe u. ä.)

Verkehr erzeugt Kosten bei der Bereitstellung von Infrastruktur (Grundstückskauf, Verkehrswegebau, Sanierungen), im Sozialbereich (Unfallfolgekosten) und aufgrund der Emissionen, die alle aber nicht durch die auf Treibstoffe verhängte Verbrauchssteuern aufgebracht werden. Die Kostenwahrheit nach dem Verursacherprinzip würde zu höheren Treibstoffpreisen führen, von denen Lenkungswirkungen erwartet werden.
Für den Lufttransport gilt folgende Faustformel: Pro 5.000 km wird das Eigengewicht des Produktes in Kraftstoff verbraucht.
Die Reaktionen auf die steigenden Kraftstoff- und Energiepreise zeigen zwei grundsätzliche Strategien der Anbieter von Verkehrsmitteln aller Art:
- Effizienzsteigerung: Verbrauchssenkung beispielsweise durch Wirkungsgradsteigerungen, Leichtbau, Hybridantrieb, Thrust Fin (Schifffahrt), ENAflex-S (Schiene)
- Alternativenergien: billigere Kraftstoffe, wie Gas, Wasserstoff oder Elektroenergie

#### Siedlungspolitik
Einen großen Einfluss auf Energieverbrauch im Verkehr hat die Siedlungsstruktur und das daraus resultierende Verkehrsverhalten. In hoch verdichteten Räumen sind Wege häufig kürzer als in zersiedelten großflächigen Gebieten, sodass viele Wege zu Fuß, mit Fahrrad oder ÖPNV günstiger und schneller zu erledigen sind als mit dem energetisch ineffizienteren Kraftfahrzeug (Stadt der kurzen Wege). Energiesparende Massenverkehrsmittel können hier gut ausgelastet in dichtem Takt kostendeckend verkehren, da verdichtete Stadtstrukturen die Finanzierung hochattraktiver ÖPNV-Angebote ermöglichen.
Durch Förderung von Stadtteil- und Dorfzentren, also Aufwertung des lokalen Einzelhandels, von kleineren Kultureinrichtungen, örtlichen Grün- und Erholungsflächen sowie Freizeiteinrichtungen können Fahrzeugkilometer verringert und gleichzeitig die räumliche Mobilität der Bevölkerung erhöht werden. Wird Verkehr entschleunigt, Parken beschränkt und dafür dem Langsamverkehr (Rad fahren und zu Fuß gehen) mehr Raum gegeben, entstehen lebensfreundlichere, verkehrsärmere, flächensparendere und damit wirtschaftlichere Stadtstrukturen.
Die Planung von gering verdichteten Einfamilienhaussiedlungen, das autogerechte Errichten vermeintlich billiger Einkaufszentren in der Peripherie verhindert energiearme Stadtstrukturen, wenig verdichtete Siedlungen können nicht attraktiv mit ÖPNV versorgt werden, da dessen Auslastung gering ist und die täglichen Wege länger. Ergebnis einer solchen Politik sind kosten- und energieaufwendige Stadtstrukturen (Infrastrukturkosten je Einwohner). 
Die Politik hat somit Möglichkeiten, über Siedlungspolitik auf den Energieverbrauch des Verkehrs Einfluss zu nehmen:
- Gesetzgebung
- Raumordnung (Regional-, Flächennutzungs-, Stadtentwicklungs- und Bebauungspläne)
- die Entwicklung von Verkehrskonzepten
- finanzielle Förderung oder Steuerung (ÖPNV-Fahrpreise, Pendlerpauschale, Eigenheimzulage, Ökosteuer, Maut)
- ideelle und direkte Unterstützung von energieeffizienteren Verkehrsmitteln (Werbung, Jobtickets, Vorbildwirkung)

### Weitere Energiesparmöglichkeiten
Durch überlegtes Konsumieren und Investieren lässt sich viel Energie einsparen:
- Lebensmittelverschwendung vermeiden
- auf überflüssige oder halb befüllte Gefriertruhen verzichten – ganzjährig oder saisonal; deutlich verlängerte Ladenöffnungszeiten machen sie für viele Menschen entbehrlich
- Lebensmittel aus regionalem Anbau und der entsprechenden Saison können Transport- und sonstigen Verbrauch (z. B. für Treibhausbeheizung) vermeiden
- Neue Geräte sparen Energie verglichen mit Alt- oder Billiggeräten
- Langlebige Möbel und Geräte reduzieren den spezifischen Energieaufwand für die Herstellung
- Unnötige Neuanschaffungen sollten vermieden werden; so sollten z. B. funktionierende Geräte nur dann ersetzt werden, wenn wesentliche Energieeinsparungen erzielt werden, denn vielfach dauert es sehr lange, bis sich der etwas geringere Energieverbrauch positiv in der Gesamtenergiebilanz (einschließlich der zur Herstellung benötigten Energie) manifestiert; so benötigt ein 17-Zoll-TFT-Bildschirm zwar etwa 70 % weniger Energie als ein 19-Zoll-Röhrenmonitor bei gleicher Auflösung, ist aber in der Herstellung sehr energieaufwendig und umweltschädlich
- Beim Betrieb eines Aquariums kann man Energie sparen (siehe auch Energiespartipps Aquarium), indem man das Aquarium mit einem Deckel verschließt